# Santa Isabel (Panama)
Santa Isabel è un comune (corregimiento) della Repubblica di Panama situato nel distretto di Santa Isabel, provincia di Colón. Si estende su una superficie di 130,8 km² e conta una popolazione di 284 abitanti (censimento 2010).